# 크로탈

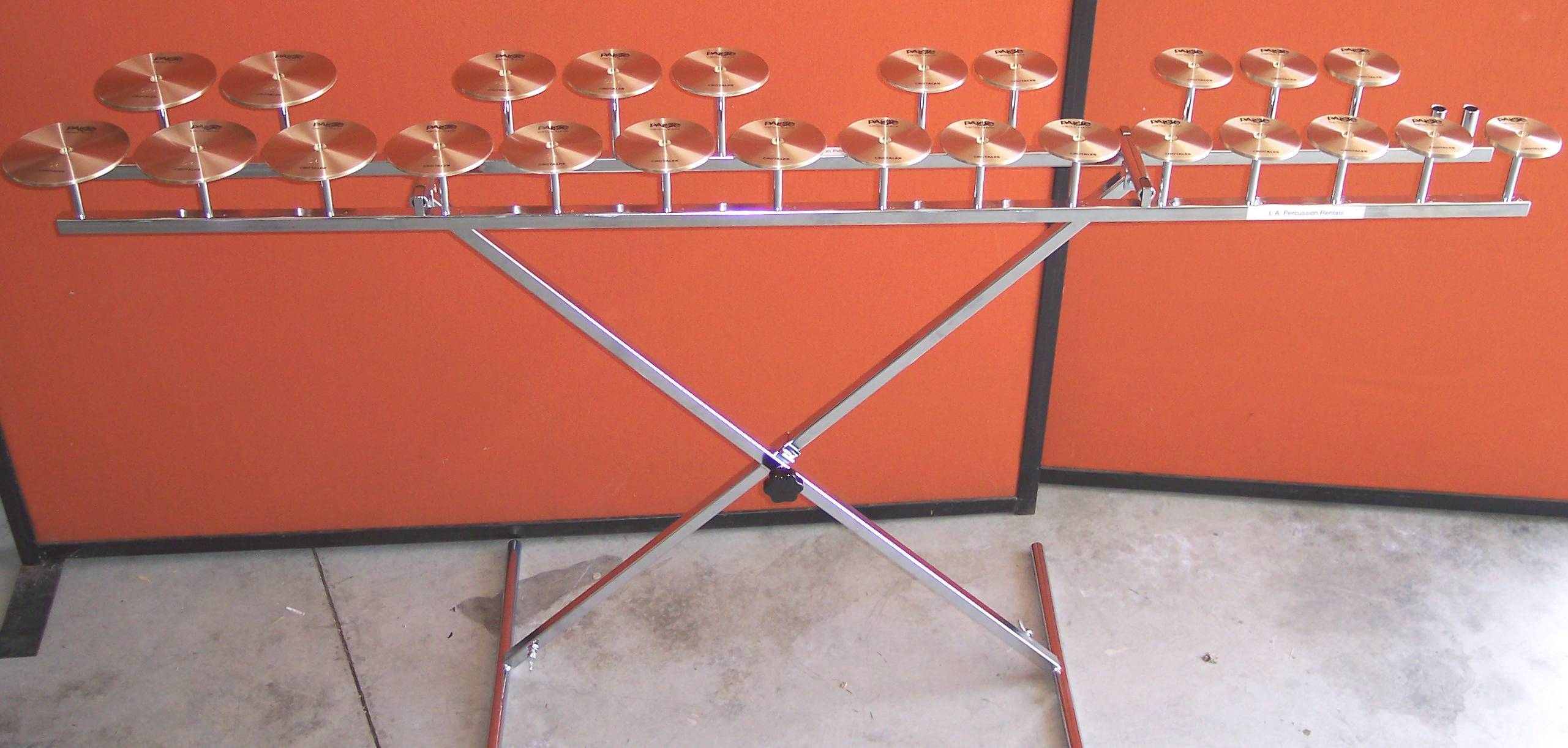

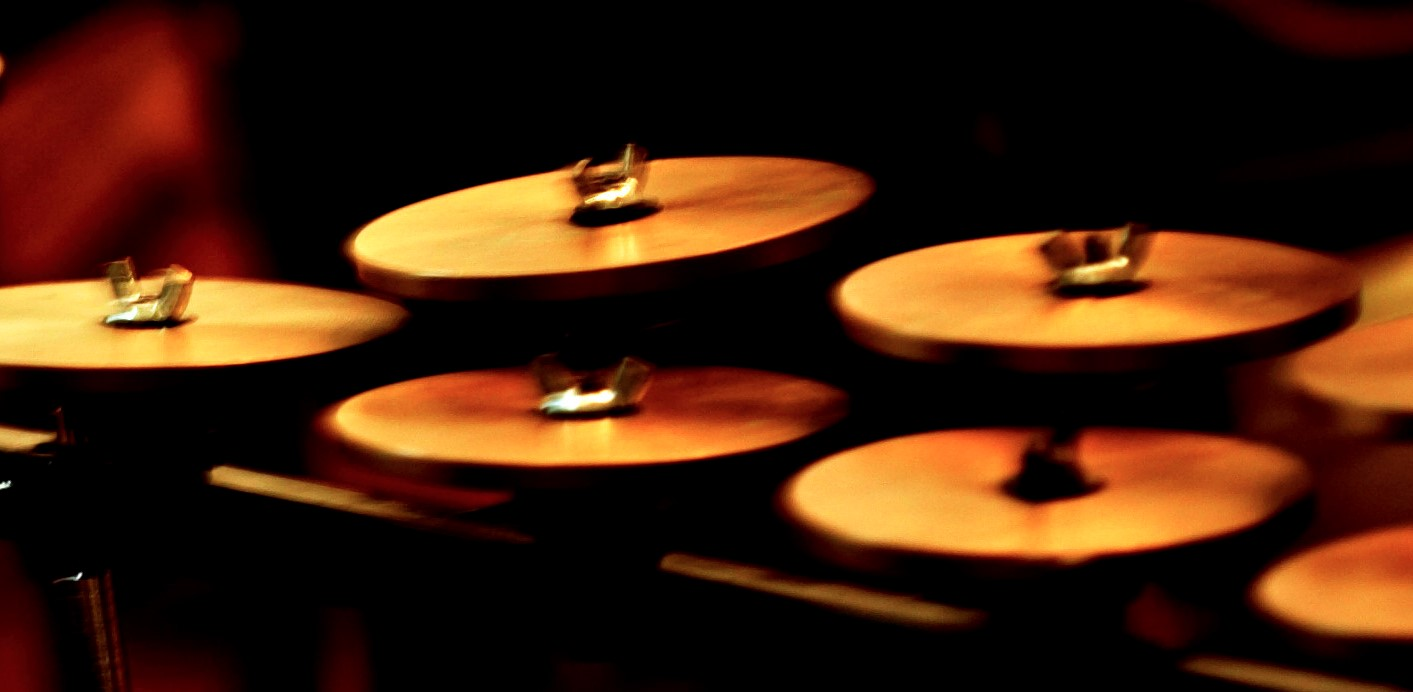
가까이서 본 모습

크로탈(crotales, /ˈkroʊtɑːlz/, /ˈkroʊtəlz/)은 크기가 작고 튜닝된, 동으로 이루어진 디스크들로 구성된 타악기이다. 각 디스크는 지름이 10센티미터이며 위쪽을 평평하며 꼭지가 있다. 쉽게 말하자면 심벌즈로 이루어진 글로켄슈필이다.
현대의 크로탈은 반음계로 배치되며 최대 2옥타브까지 연주가 가능하다. 보통 1옥타브 정도의 묶음으로도 구매할 수 있지만 경우에 따라 개별 구매 또한 가능하다. 크로탈은 조옮김 악기로 취급된다.